# 潘自得
潘自得（？—17世紀），字行素，號霄鵬，直隸鳳陽府泗州直隸州盱眙縣人，明朝、南明政治人物。

## 生平
潘自得於天啟七年（1627年）中舉人，崇禎十年（1637年）成進士，吏部觀政，十四年選授工部屯田司主事，丁憂歸，十七年起補兵部車駕司主事。
弘光時，改武選司主事，陞職方司員外郎，和朱芾煌、吳國琦、劉若宜、姜一學、徐天麟、周祚新、張印中、吳亮明、王健、賀燕徵、黃衷赤、張大賡、張延祚、姚孫棐、金邦柱、黃泰來、黃鍾斗、李長似、張拱端、徐肇森、荊廷實、許士健、劉星耀、陳璧、董念陛共事。他個性孝順，為生病的母親跪煎藥湯，又甘於淡泊，不願意干謁，以廉潔著名。

## 家族
曾祖潘守正，祖潘禮，乡大宾；父潘有秋，庠生。

## 引用
1. 1 2  錢海岳《南明史·卷三十一·列傳第七》：（弘光）時兵部先後司官之可紀者，為朱芾煌、吳國琦、劉若宜、徐天麟、姜一學、周祚新、張印中、吳亮明、潘自得、王健、賀燕徵、黃衷赤、張大賡、張延祚、姚孫棐、金邦柱、黃泰來、黃鍾斗、李長似、張拱端、徐肇森、荊廷實、許士健、劉星耀、陳璧、董念陛云。……自得，字行素，盱眙人。崇禎十年進士。武選主事、職方員外郎。擔泊不干人。
2. ↑  《崇祯十年丁丑科进士三代履历》：潘自得，曾祖守正，祖禮，乡大宾；父有秋，庠生。霄鹏，易四房，丙午八月初八日生，旴眙县人，丁卯五十六名，会六十一名，三甲二百三十七名，吏部观政，辛巳授工部屯田司主事，丁憂，甲申起補车驾司主事。
3. ↑  乾隆《盱眙縣志·卷十七》：潘自得，字行素，號肖鵬。天啟丁卯舉人，崇禎丁丑進士，任工部主事，轉兵部車駕主事。公性純孝，母病跪煎湯藥。性甘淡泊，耻干謁，潔清著稱。